# Fluoreto de magnésio
Fluoreto de magnésio é o composto de fórmula química MgF2.